# Nemacheilus angorae
Nemacheilus angorae је зракоперка из реда Cypriniformes и фамилије Balitoridae. 

## Угроженост
Подаци о распрострањености ове врсте су недовољни.

## Распрострањење
Врста је присутна у Израелу, Јордану, Либану, Сирији и Турској.

## Станиште
Станиште врсте су слатководна подручја.